# Stadskärna

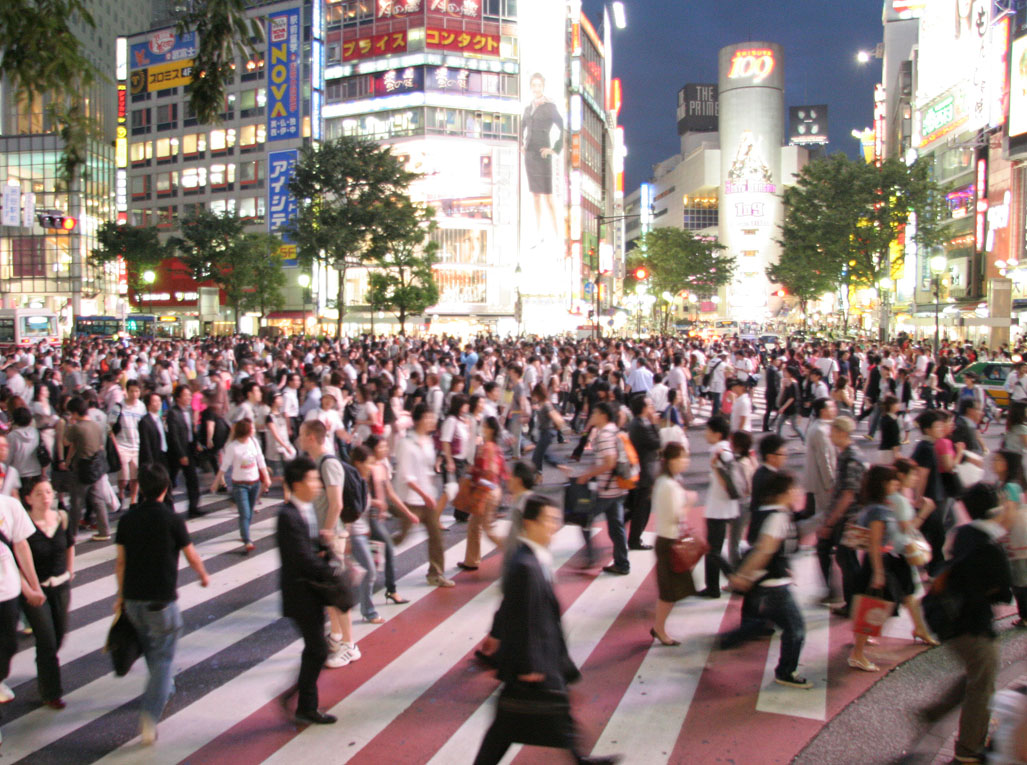
Tokyo, världens folkrikaste metropol

Stadskärna, centrum eller city är ett område i en tätort med detaljhandel, varuhus, gallerior, restauranger, kulturinrättningar, offentlig service och andra tjänsteinrättningar. Ett centrum kan även innehålla kontor och lägenheter. De centrala delarna av en större stad präglas dock främst av intensiv affärsverksamhet och kontorsarbetsplatser, snarare än bostäder och tillverkningsindustri. Vanligtvis har stadskärnor väl utbyggd kollektivtrafik.

Den koncentriska modellen med stadscentrum, ”Loop” eller Central Business District i mitten.

Ordet city kommer från latinets civitas ("samhälle") och inlånades via fornfranskan till engelskan, där det ursprungligen syftade på Londons City. Till svenskan kom ordet från engelskan under slutet av 1880-talet. I engelskspråkiga länder kallas stora städers kommersiella centrum ofta för Central Business District, förkortat CBD. Dessa är ibland belägna en bit utanför den äldre stadskärnan. Ett mer allmänt begrepp, som även inkluderar kulturbyggnader, är city centre.